# Ryczące czterdziestki

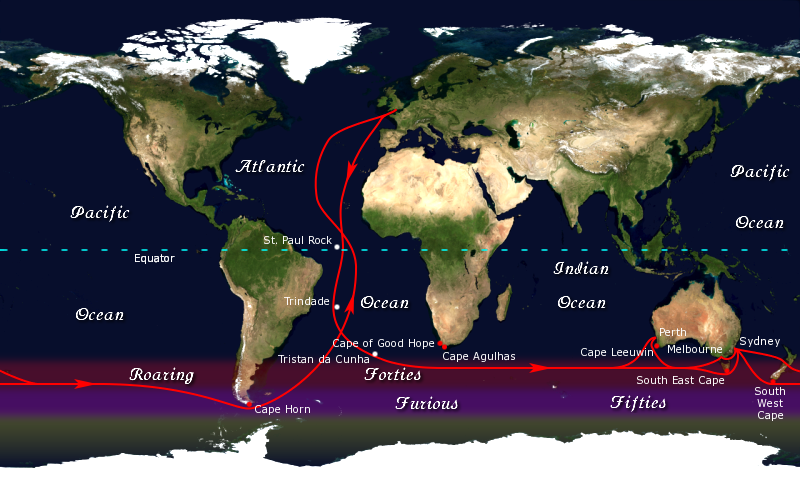
Szlak kliprów – pas wód ryczących czterdziestek był wykorzystywany przez klipry żeglujące pomiędzy Europą a Australią i Nową Zelandią

Ryczące czterdziestki (ang. Roaring Forties), strefa ryczących czterdziestek – pas wód oceanicznych biegnący nieprzerwanie wokół południowej półkuli kuli ziemskiej, w przybliżeniu pomiędzy 40° i 50° szerokości geograficznej południowej, wzdłuż którego wieją stałe wiatry zachodnie, o bardzo dużej prędkości, będące powodem częstych sztormów. Rejon związany z działalnością cyklonów w południowej strefie niskiego ciśnienia. Akwen trudny nawigacyjnie i niebezpieczny dla statków.
Znajduje się w nim niewiele lądów: pas ten obejmuje południowy fragment kontynentu Ameryki Południowej (Patagonia), Tasmanię i południową część Nowej Zelandii, a oprócz tego wyłącznie wyspy subantarktyczne, takie jak Wyspy Kerguelena.
Pierwszym człowiekiem, który samotnie przepłynął przez ryczące czterdziestki dookoła świata, był Argentyńczyk Vito Dumas w latach 1942–1943.
Nazwa pochodzi od 40° szerokości geograficznej południowej; została nadana przez marynarzy.

## Patrz także
- Wyjące pięćdziesiątki
- Bezludne sześćdziesiątki